# Polioptila caerulea
Lo zanzariere blu-grigio (Polioptila caerulea (Linnaeus, 1766)) è un uccello passeriforme della famiglia Polioptilidae.

## Descrizione
Gli adulti sono grigio-blu sul dorso e con l'addome bianco, con un lungo becco snello e una lunga coda nera. Hanno un anello oculare bianco.

## Distribuzione e habitat
Il loro habitat riproduttivo sono i boschi radi di decidue e le lande nel sud Ontario, negli Stati Uniti orientali e sud orientali e nel Messico.

## Biologia
Costruiscono un nido a coppa simile a quello del colibrì sui rami orizzontali degli alberi. Entrambi i genitori costruiscono il nido e nutrono i piccoli; possono anche allevare due nidiate in una stagione riproduttiva.
Questi uccelli migrano verso: Stati Uniti meridionali, Messico, Belize, Guatemala, Honduras, Cuba, Bahamas, Turks e Caicos ed Isole Cayman.
Cacciano tra gli alberi e gli arbusti, principalmente mangiando insetti, uova di insetti e ragni. Possono comunque ricercare le proprie prede a terra o prenderle al volo.
Talvolta tengono la coda sollevata in verticale quando proteggono il territorio o cacciano.